# Stig Kastberg
Stig Emil Charles Kastberg född 14 februari 1924 i Loshult död 8 augusti 2008 i Kalmar  var en svensk målare. 
Han var son till stationskarlen Karl August Kastberg och hans hustru Edla Maria Victoria född Jonsson  samt gift 10 mars 1945 med Helfrid Anna-Lisa Sjöström (1922-1997)..
Kastberg kom till Kalmar 1940 och arbetade som frisör. Måleriet var en hobby och han gick bland annat en kurs i oljemålning med Ölandsmålaren Rune Söderberg som lärare. 1970 blev Kastberg konstnär på heltid och studerade på Målarskolan Forum i Malmö 1971-1974. Han tog starka intryck av Kandinsky efter att ha sett dennes utställning i Danmark under studieåren. Kastberg målade stilleben och landskap expressionistiskt och halvabstrakt i en skimrande blåaktig färgskala.
Kastberg gjorde ett antal separatutställningar. Han finns representerad med verk i Kalmar konstmuseum, Kalmar läns landsting, Statens konstråd och Stockholms landsting.
Kastberg var medlem i Åkerbokonstnärerna.